# 永宁路
永宁路，元朝时设置的路。
至元二十五年（1288年）改西南番总管府置，治所在今四川省叙永县西南。属四川等处行中书省。下领一州：筠连州（领腾川县），辖境相当今四川省叙永、古蔺、筠连等县地。至正中改为永宁宣抚司。